# Organisation territoriale de la Tchéquie
L’organisation territoriale de la République tchèque repose sur le titre VII de la Constitution tchèque du 16 décembre 1992 intitulé « Územní samospráva » (« Des collectivités territoriales autonomes »). Ce titre établi de collectivités territoriales : les collectivités territoriales de base que sont les communes, et les régions.
L'article 99 de la Constitution distingue les communes tchèques (obce), qui sont les collectivités territoriales autonomes de base et les régions (kraj) qui sont les collectivités territoriales autonomes supérieures. Les collectivités territoriales autonomes ont été érigées par la loi constitutionnelle n° 347/1997 Sb et un amendement constitutionnel du 1er janvier 2000. Il a créé 14 régions autonomes. Les limites des régions ont été définies sur la base des okresy (sg. okres).

## Régions
Depuis 2000, la République tchèque est divisée en 15 collectivités territoriales autonomes supérieures appelées kraj, qui peut se traduire par « région ».
La région est administrée par un Parlement (zastupitelstvo kraje). Les autres organes sont le Conseil (rada kraje), le gouverneur (hejtman) et le Bureau de la région (krajský úřad). Le Parlement se compose de 45 à 55 représentant. Leurs compétences sont issues d'un transfert de compétence de l’État. Le Conseil est l'organe exécutif de la région, et se compose, en fonction de la population, de 9 à 11 membres. Ses membres sont le gouverneur, ses adjoints et d'autres membres. Le Conseil prend des décisions en matière de fonctions exécutives et est responsable devant le Parlement de la région. Il ne prend des décisions que dans les domaines prévus par la loi. Le gouverneur représente la région auprès de l’État. Il est élu, de même que ses adjoints, au sein parmi les membres du Parlement régional par ce dernier. Le Bureau de la région se compose du gouverneur et du personnel.

## Communes
Les communes (sg. obce) sont les collectivités territoriales autonomes de base. Les municipalités étaient au nombre de 6 258 en 2001, de 6 249 au 1er janvier 2009.
L'échelon inférieur aux communes est le territoire cadastrale, au nombre de 13 000 (katastrální území). Ce ne sont pas des unités administratives, mais des zones municipales.

## Subdivisions européennes

### Oblasti (NUTS 2)
Les oblasti (« oblast ») sont une subdivision européenne de la République tchèque. Ils répondent aux besoins d'Eurostat, l'institut statistique européen, qui a défini une nomenclature d'unités territoriales statistiques. Ces groupes correspondent au troisième niveau statistique européen (NUTS 2), première subdivision de la République tchèque par Eurostat.

### Okresy (LAU 1)
Les okresy (« districts ») sont des unités territoriales qui ont perdu leur fonction administrative depuis janvier 2003. Ils répondent aux besoins d'Eurostat, l'institut statistique européen, qui a défini une nomenclature d'unités territoriales statistiques. Ces districts correspondent au premier niveau d'unités administratives locales européennes (LAU 1).